# Liechtensteiner Sagen
Sagen aus Liechtenstein sind Geschichten, die zunächst mündlich, später schriftlich von unglaubhaften, fantastischen Ereignissen in der Gegend des Fürstenstums Liechtenstein berichten. Diese sind oft als Wahrheitsbericht aufgebaut oder beruhen zum Teil auf tatsächlichen Begebenheiten.

## Sammlungen Liechtensteiner Sagen
In der Gegend von Liechtenstein erschien bereits 1858, also schon 40 Jahre nach der Sammlung der Gebrüder Grimm die erste Sagensammlung in Buchform unter dem Titel "Die Sagen Vorarlbergs" von Franz Josef Vonbun, die 1950 von Richard Beitl neu herausgegeben worden sind. In dieser Sammlung sind auch liechtensteinische Sagen enthalten. Eines der ersten Zeugnisse für die Schriftlichkeit der Sagen in Liechtenstein ist die Aufzeichnung der Sage vom «Weidmann» in einem Triesenberger Schulheft (um 1860). Im 20. Jahrhundert finden sich dann einige Sagensammlungen. Albert Schädler (1916) und Eugen Nipp (1924) sind die ersten Sagensammler Liechtensteins, die ihre Aufzeichnungen auch publizierten. Eine sehr verbreitete Sagensammlung erschien 1948: H. F. Walsers «Sagenumwobene Heimat» hat viele Liechtensteinerinnen und Liechtensteiner in den fünfziger Jahren begleitet.
Die erste Sammlung, die Anspruch auf Vollständigkeit erhob, erschien 1965. Der Vaduzer Lehrer Otto Seger sammelte die Sagen mit Schülern der Realschule und publizierte sie im Jahrbuch des Historischen Vereins für das Fürstentum Liechtenstein. Ein paar Jahre später (1973) hatte er der Sammlung bereits einen quantitativ nicht unbedeutenden Nachtrag beizustellen. Otto Segers Sammlungen erschienen später auch als Separatdrucke.
Eine vollständige Sammlung von Herbert Hilbe erschien 2011 und 2017 im van Eck Verlag, Triesen.

## Sagen
Einige bekannte Sagen:
- Die drei Schwestern
- Der fromme Mann
- Das Nachtvolk
- Die Sage vom Teufelsstein
- Die Diebalöcher
- Der seltsame Mann von Balzers
- Die lebendige Puppe
- Die Wildmandli
- Der Gespensterschimmel
- Die beiden Brüder
- Der Untergang von Trisuna

### Die drei Schwestern

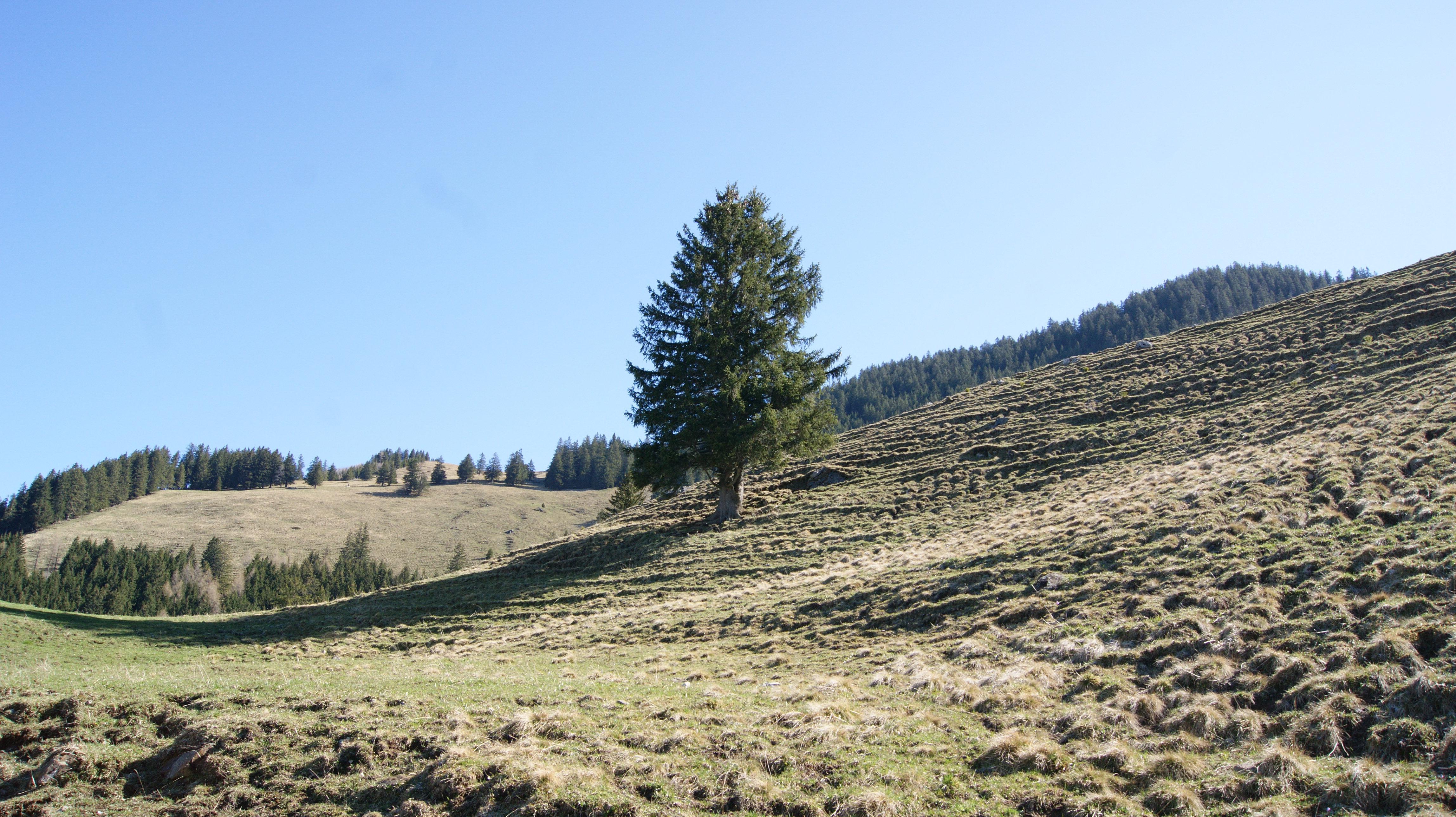
Wettertanne auf der Alp Gafadura

Drei Schwestern ging am Morgen des Liebfrauentags (15. August) nach Gafadura, um Beeren zu lesen. Auf dem Weg dahin hörten sie die Kirchenglocken, die den Feiertag verkündeten und die Christen in die Kirche riefen. Eine der Schwestern meinte, ob es nicht wohl besser wäre, auch in die Kirche zu gehen, doch die beiden anderen beschwichtigten, dass zuerst die Körbe voller Beeren sein müssten, bevor sie wieder ins Dorf zurückgehen. Als die Körbe am späten Nachmittag voll waren, machten sich die drei Mädchen auf den Heimweg, da begegnete ihnen eine schöne Frau und bat um ein paar Beeren. Doch die drei Schwestern meinten nur, dass, wer Beeren will, sie sich selbst zu holen habe. Da erstrahlte die schöne Frau in einem hellen Schein und sagte zu den Mädchen: «Meinen Festtag habt ihr geschändet und meine Bitte habt ihr nicht erhört. Euer Herz ist aus Stein, und als Stein sollt ihr ewig hier stehen.» Sie erstarrten zu grossen Felsen, und fortan nannte man diese Felsen die Drei Schwestern.

### Die Diebalöcher
Mit Diebalöcher (Diebeshöhlen) wird ein felsiger Waldhang im Ellholz in Balzers, aber auf graubündnerischem Gebiet, bezeichnet. Es wird erzählt, dass einmal ein Unbekannter nach Mäls kam. Er hatte eine Angelrute bei sich und versuchte damit, in den Jauchegruben nach Fischen zu fangen. Die Balzner waren darüber sehr verwundert und lachten ihn aus. Doch der Unbekannte sagte nur: «Was ich nicht fange, das fängt mein Bruder.» Und wirklich – während sich die Balzner über den komischen Kauz lustig machten, wurden von seinem Komplizen Fleisch, Ziegen, Hühner und vieles mehr gestohlen. Auch bettelnde Frauen trieben zu dieser Zeit ihr Unwesen und stahlen alles, was nicht beaufsichtigt war. Einer der bestohlenen Balzner Bauern, der über dem Rhein Geschäfte zu erledigen hatte, erzählte dort von den Diebstählen, und dass die Diebe nicht zu finden und zu fassen sein. Da sagten ihm die Schweizer, dass man nachts im Ellholz in den Felsen jede Nacht ein Feuer brennen sehe, und man höre gelegentlich auch Stimmen. Die Balzner und Mälsner ahnten darauf gleich, dass sich dort die Diebe versteckt halten müssten. Sie machten sich sogleich auf den Weg und hoben das Räubernest aus und nahmen die Diebe fest. Bei der Festnahme hatte sich ein junges Pärchen, welches ebenfalls zu den Dieben gehörte, vor dem Zugriff tanzend über den Felsen in die Tiefe gestürzt.

### Die Wildmandli
Auf der Triesenberger Alp Sareis im Gamperdonatal, oberhalb des Nenzinger Himmels wohnten früher die Wildmandli in Höhlen; eine der Höhlen wird heute noch Wildmanschilchli genannt. Sie trugen keine Kleider, waren aber stark behaart. Sie waren gutmütig und kümmerten sich um das Vieh der Triesenberger Bauern im Malbun und beim Steg. Oft, wenn die Bauern auf ihrem eigenen Hof überlastet waren, überliessen sie das Füttern des Viehs, wenn es über dem Kulm in den Ställen war, den Wildmandli. Nur bei schlechtem Wetter oder bei Föhn blieb ihre Hilfe aus. Einmal begab es sich, dass auf den Höhen Föhnwetter war und man im Dorf nichts davon spürte. Die Bauern waren im Kartoffelacker beschäftigt und vertrauten auf die Hilfe der Wildmandli. Nach drei Tagen, als sie nach ihrem Vieh in den Ställen beim Steg und im Malbun schauten, fanden sie das Vieh halb verhungert vor. Einmal vor Weihnachten, als die Bauern ihr Vieh vom Malbun holten, ertönte vom Gamsgrad her eine Stimme, die rief: «Das Biizi und das Baazi sind gestorben!». Von da an waren die Wildmandli verschwunden.

### Der Schimmel vom Malanser
Auf dem Malanser, einer Anhöhe ob Eschen, soll einst eine Burg gestanden haben, in der ein grausamer Ritter hauste. Die Bauern von Eschen und Mauren beschlossen, seine Behausung zu zerstören und zündeten sie an. Alle Kriegsknechte des Raubritters kamen in der brennenden Festung um. Der Ritter konnte auf einem Schimmel flüchten, stürzte aber über einen Felsen zu Tode. Seither muss er auf seinem Pferd beim Malanser herumgeistern, bis aller Schaden wieder gutgemacht ist.
Historisch ist auf dem Malanser eine kleine urgeschichtliche Siedlung belegt, aber keine mittelalterliche Burg. Hingegen wurde im Appenzellerkrieg 1405 die Obere Burg Schellenberg niedergebrannt. Die Sage erinnert wohl an diesen Vorfall und verbindet ihn mit der populären Vorstellung von Raubrittern.

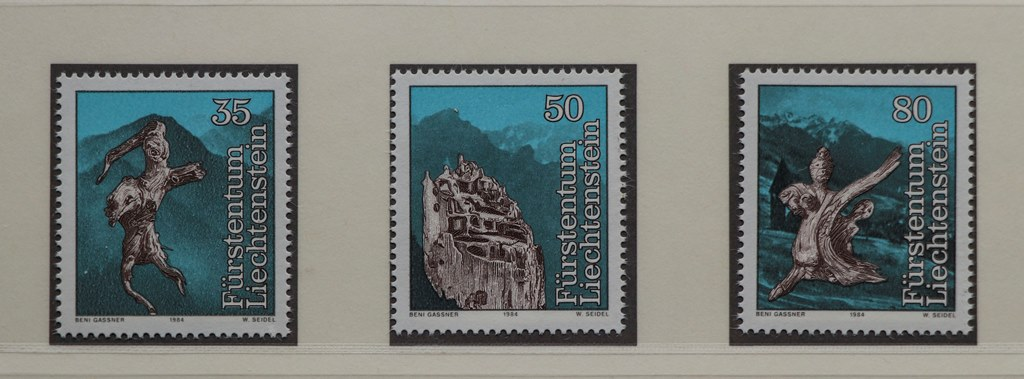
Briefmarken: Der Untergang von Trisuna

### Der Untergang von Trisuna
In dieser Sage geht es um den Untergang der Stadt Trisuna, die auf dem Boden der heutigen Stadt Triesen gestanden haben soll.